# Карааул (Абайский район)
Карааул (каз. Қарауыл) — село в Абайской области Казахстана, с 1928 года административный центр Абайского района. Административный центр и единственный населённый пункт Карааульского сельского округа. Код КАТО — 633230100.

## Население
В 1999 году население села составляло 5403 человека (2641 мужчина и 2762 женщины). По данным переписи 2009 года, в селе проживало 5010 человек (2378 мужчин и 2632 женщины).
На начало 2019 года, население села составило 5222 человека (2515 мужчин и 2707 женщин).

## Достопримечательности
В селе установлен памятник Абаю Кунанбаеву (1971, ск. В. Ю. Рахманов).
Неподалёку от села, в горах Чингизтау, находится урочище Жидебай — место расположения зимовья Абая и дома, в котором родился Мухтар Ауэзов.

## Известные уроженцы
- Жангас Молдагалиев — Герой Советского Союза, гвардии лейтенант, командир стрелковой роты 120-го гвардейского стрелкового полка (19.03.1944 г. посмертно). Один из 262 воинов, закрывших телом амбразуру дзота в годы Великой Отечественной войны[7]. Родился в селе 7 июня 1917 года[8].
- Толеген Жангалиев — поэт, общественный деятель, создатель школы акынов. Награждён Орденом «Құрмет». Родился в селе 27 января 1950 года.
- Усатаев, Меиртай Адильтаевич — советский и казахский государственный и партийный деятель.